# Glenea tringaria
Bản mẫu:Nguyễn Gia Bảo
Glenea tringaria là một loài bọ cánh cứng trong họ Cerambycidae.